# Boeing Everett Factory

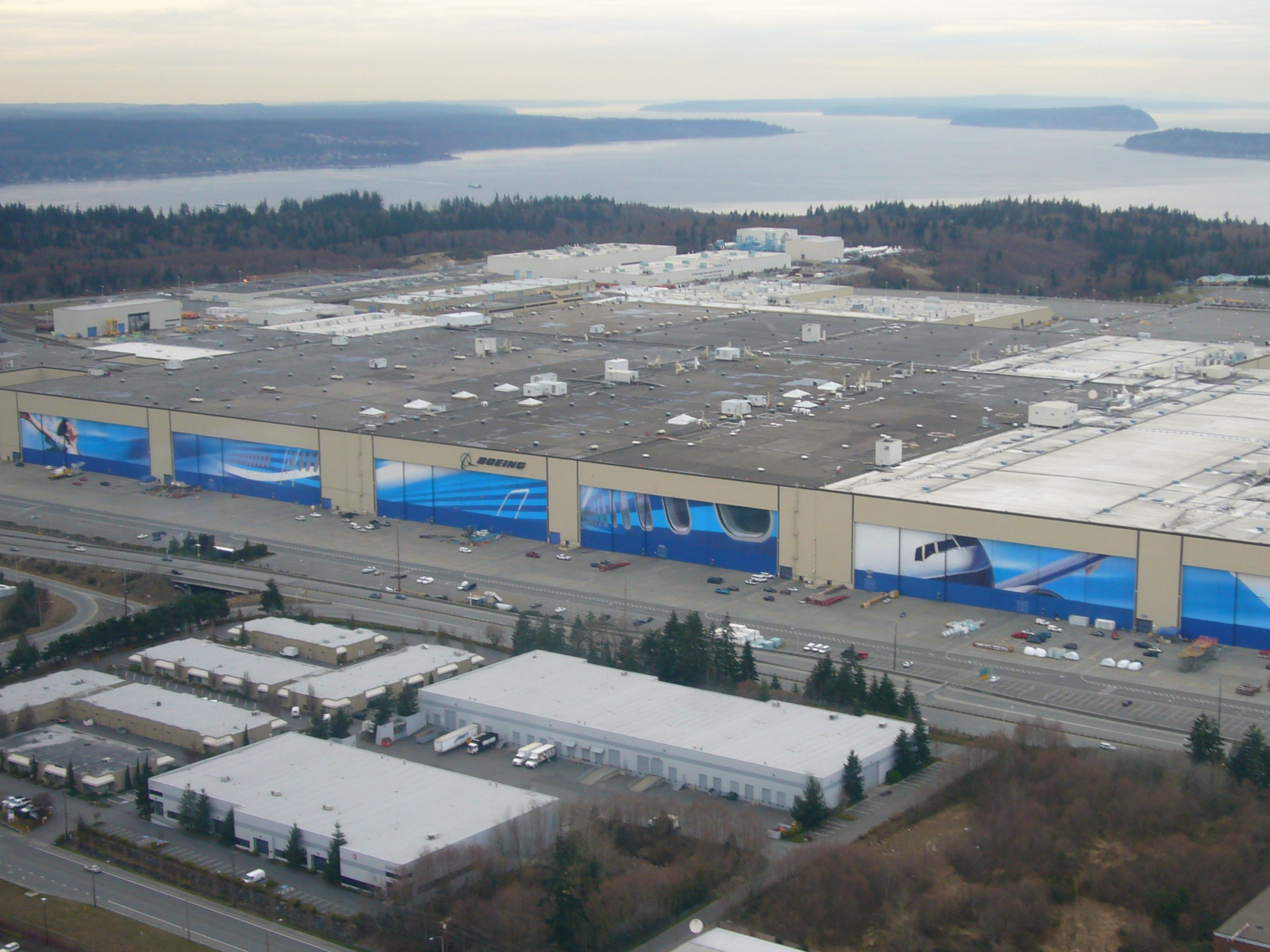
Letecký pohled na největší budovu světa.

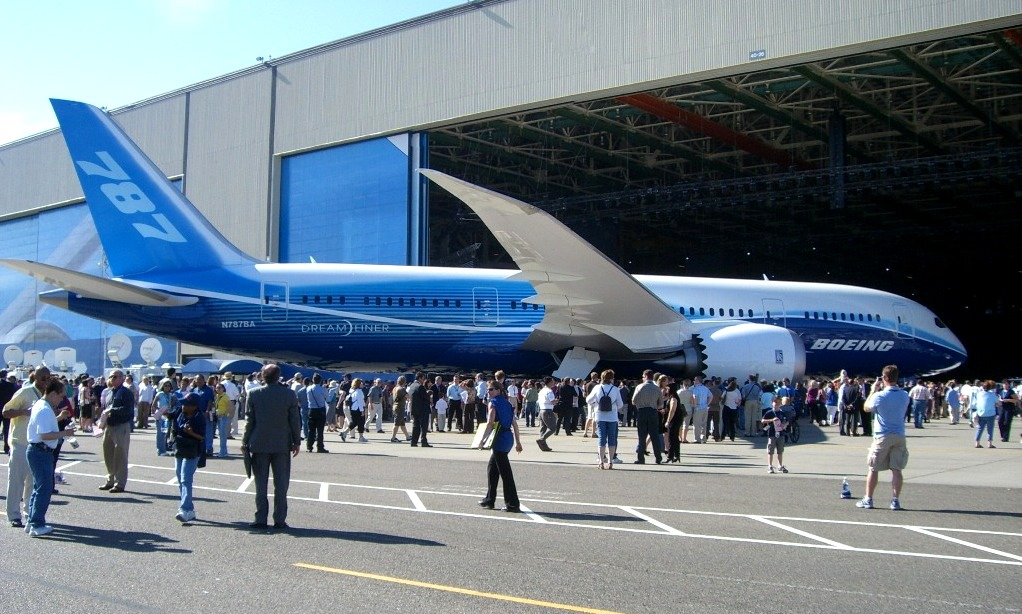
Slavnostní dokončení výroby prvního Boeingu 787 Dreamliner.

Boeing Everett Factory je továrna letadel společnosti Boeing v Everettu, v americkém státě Washington. Nachází se v severovýchodním rohu Painova letiště a objemem je největší budovou na světě. Objem budovy celkem činí 13,385 378 milionů m³, rozloha budovy je 399 480 m². Celý areál zabírá přibližně km², je tedy rozlohou větší než např. Vatikán. Vyrábí se zde letadla Boeing 747, 767, 777 a 787. Plány na její zbudování se datují do roku 1966.
V továrně se nachází pobočka Boeing Employees Credit Union, pět kávových stánků Tully's Coffee a několik kaváren. Na západ od továrny se nachází obchod Boeing, divadlo a Centrum budoucnosti letecké dopravy, které pořádá i prohlídky továrny.

## Vyráběná letadla

### Boeing 747
Boeing 747 je prvním letadlem se širokou konstrukcí, které kdy bylo vyrobeno. Továrna byla postavena právě kvůli tomuto letadlu, jelikož v menších továrnách v Seattlu nebylo pro model dost místa. Momentálně je ve výrobě Boeing 747-8.

### Boeing 767
Boeing 767 je skupina středně dlouhých až dlouhých letadel, které mají kapacitu mezi 181 až 375 cestujícími. Ze všech specifikací je mimo výrobu pouze Boeing 767-200.

### Boeing 777
Boeing 777 je letadlo se širokým trupem, které vyplňuje mezeru mezi skupinami 747 a 767. Čtyři ze šesti variant jsou stále ve výrobě.

### Boeing 787
Boeing 787, také zvaný Dreamliner, má zatím dvě specifikace. V únoru 2011 společnost oznámila, že některé práce na této skupině budou přesunuty do továrny v San Antoniu, aby nezpůsobila přetížení everettské továrny.